# Cucuron
Cucuron település Franciaországban, Vaucluse megyében. Lakosainak száma 1849 fő (2022. január 1.). Cucuron Auribeau, Ansouis, Cabrières-d’Aigues, Sannes, Sivergues és Vaugines községekkel határos.

## Népesség
A település népességének változása:
| Lakosok száma | 1797 | 1781 | 1807 | 1766 | 1759 | 1771 | 1777 | 1814 | 1849 |
|               | 2013 | 2015 | 2016 | 2017 | 2018 | 2019 | 2020 | 2021 | 2022 |